# 월리스 리드

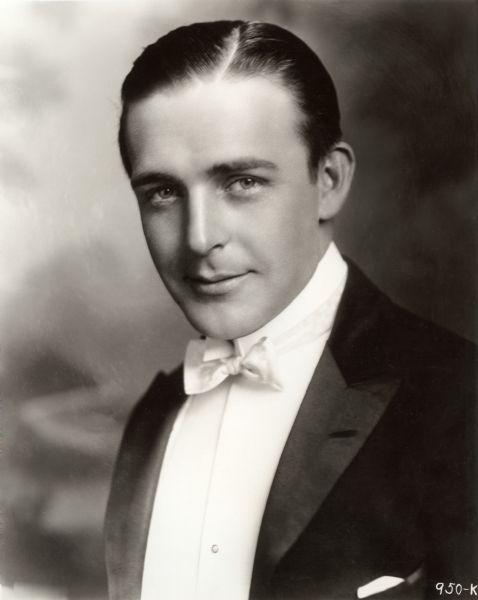

월리스 레이드(Wallace Reid, 1891년 4월 15일 ~ 1923년 1월 18일)는 미국의 무성 영화 배우이다. 레이싱 드라이버 경력도 짧게나마 갖고 있다.
미주리주 세인트루이스에서 태어났다. 1913년 유니버설 스튜디오에서 도로시 데이븐포트를 만나 결혼했다.
오리건주에서 영화 The Valley of the Giants를 촬영하는 도중에 캘리포니아주에서 철도 사고로 상해를 입고 3인치의 상처를 봉합하기 위해 6바늘을 꼬맸다. 고통 완화를 위해 모르핀을 처방받으며 영화에 임했지만 모르핀에 중독되었다. 회복을 시도하던 가운데 요양소에서 사망했다.